# Arie van der Hek
Arie van der Hek (ur. 12 września 1938 w Schoonhoven) – holenderski polityk i urzędnik państwowy, deputowany krajowy i europejski.

## Życiorys
Kształcił się w zakresie politologii na Uniwersytecie Amsterdamskim. Był zatrudniony jako urzędnik państwowy zajmujący się pomocą rozowjową. W 2019 obronił doktorat poświęcony poglądom ekonomicznym Hjalmara Schachta.
Wstąpił do Partii Pracy. W 1966 był współautorem wewnątrzpartyjnego manifestu Nowej Lewicy „Tien over Rood” krytykującego zbyt konserwatywną linię ugrupowania. W latach 1973–1987 deputowany Tweede Kamer, od 1981 do 1982 wiceprzewodniczący izby. Od 1973 do 1977 oddelegowany do Parlamentu Europejskiego. W 1987 przeszedł na stanowisko dyrektora regionalnej agencji rozwoju, które zajmował do 1993. Następnie zatrudniony w radzie dyrektorów Universiteit Twente i zrzeszeniu uczelni nauk stosowanych.